# Wysoka Braniewska
Wysoka Braniewska (deutsch Hogendorf) ist ein Ort in der polnischen Woiwodschaft Ermland-Masuren und gehört zur Landgemeinde Płoskinia (Plaßwich) im Powiat Braniewski (Kreis Braunsberg).

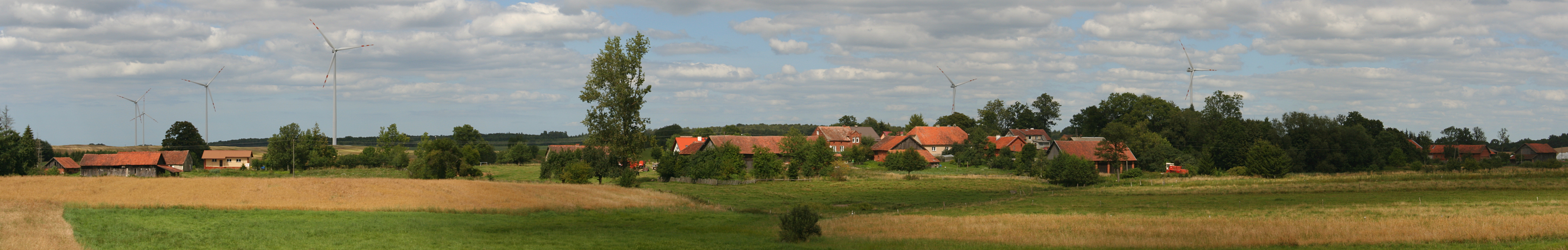
Blick auf Wysoka Braniewska

## Geographische Lage
Wysoka Braniewska liegt im Nordwesten der Woiwodschaft Ermland-Masuren, 18 Kilometer südöstlich der Kreisstadt Braniewo (Braunsberg). Unweit von Wysoka Braniewska entspringt die Banówka (Bahnau).
|  |

## Geschichte
Der ursprünglich Hagendorf und erst nach 1785 Hogendorf genannte ostpreußische Ort kam 1874 als eine Landgemeinde zum neu errichteten Amtsbezirk Tolksdorf (polnisch Tolkowiec) im Kreis Braunsberg innerhalb des Regierungsbezirks Königsberg.
Im Jahre 1910 waren in Hogendorf 313 Einwohner gemeldet. Ihre Zahl belief sich im Jahre 1933 auf 275 und im Jahre 1939 auf 274.
Im Jahre 1945 wurde in Kriegsfolge das gesamte südliche Ostpreußen an Polen abgetreten. Hogendorf erhielt die polnische Namensform „Wysoka Braniewska“ und ist heute eine Ortschaft im Verbund der Gmina Płoskinia (Landgemeinde Plaßwich) im Powiat Braniewski (Kreis Braunsberg), von 1975 bis 1998 der Woiwodschaft Elbląg, seither der Woiwodschaft Ermland-Masuren zugehörig.

## Religion
Wysoka Braniewska ist heute – wie Hogendorf vor 1945 – in die römisch-katholische Pfarrei Tolkowiec (Tolksdorf) im jetzigen Erzbistum Ermland eingegliedert.
Außerdem gehörte das Dorf bis 1945 zur evangelischen Pfarrkirche Mehlsack (Pieniężno) in der Kirchenprovinz Ostpreußen der Kirche der Altpreußischen Union, ist heute aber der Diözese Masuren der Evangelisch-Augsburgischen Kirche in Polen zugeordnet.

## Verkehr
Straße 

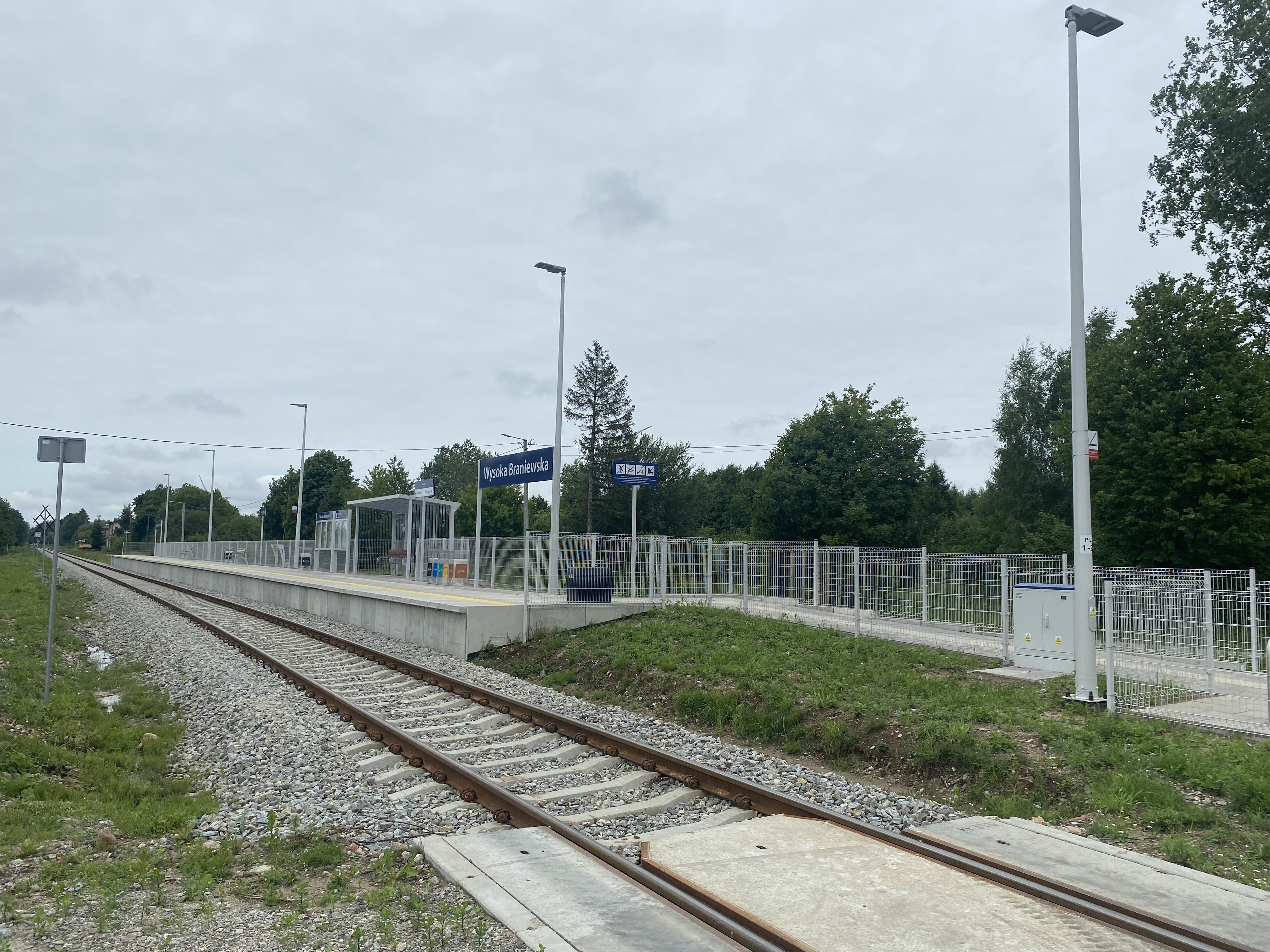
Bahnstation Wysoka Braniewska (2024)

Wysoka Braniewska liegt an einer Nebenstraße, die bei Wilczęta (Deutschendorf) von der Woiwodschaftsstraße 509 abzweigt und in nördlicher Richtung bis zur polnisch-russischen Staatsgrenze verläuft, und vor 1945 noch weiter bis nach Deutsch Thierau (russisch Iwanzowo) führte.
Schiene
Im Jahre 1884 wurde Hogendorf (seit 1945: Wysoka Braniewska) Bahnstation an der jetzigen PKP-Bahnstrecke Olsztyn Gutkowo–Braniewo.

## Persönlichkeit
- Waldemar Weißel (* 18. Februar 1897 in Hogendorf), deutscher Politiker (NSDAP) († 1964)